# Rosenus tschujensis
Rosenus tschujensis är en insektsart som beskrevs av Vilbaste 1965. Rosenus tschujensis ingår i släktet Rosenus och familjen dvärgstritar. Inga underarter finns listade i Catalogue of Life.